# Альберт Праун
Альберт Едуард Праун (нім. Albert Eduard Praun; 11 грудня 1894, Бад-Штаффельштайн — 3 березня 1975, Вюрцбург) — німецький воєначальник, генерал військ зв'язку вермахту. Кавалер Лицарського хреста Залізного хреста.

## Біографія
В 1913 році вступив на службу в Баварську армію. Учасник Першої світової війни, служив у різноманітних частинах зв'язку. Після демобілізації армії залишений у рейхсвері.
З 25 квітня по травень і з 15 по 20 серпня 1942 року — командир 18-ї танкової дивізії. З 22 серпня 1942 по 25 вересня 1943 року — командир 129-ї піхотної дивізії. З 5 квітня по 10 серпня 1944 року — командир 227-ї піхотної дивізії. З 12 серпня 1944 року — начальник служби зв'язку вермахту. 15 травня 1945 року взятий у полон американськими військами. Звільнений 26 червня 1947 року.
1 лютого 1955 року суд Марселя заочно засудив Прауна до страти за причетність до вбивства 19 бійців Опору, проте влада ФРН відмовилась його видати. З 1956 по 1965 рік — голова відділу радіорозвідки БНД. В 1961 році заснував об'єднання колишніх службовців військ зв'язку вермахту і бундесверу.

## Звання
- Фанен-юнкер (1 жовтня 1913)
- Лейтенант (27 вересня 1914) — патент від 7 січня 1913 року.
- Оберлейтенант (6 квітня 1918)
- Гауптман (1 грудня 1926)
- Ротмістр (1 жовтня 1931) — згодом звання знову замінили на гауптмана.
- Майор (1 вересня 1934)
- Оберстлейтенант (1 березня 1937)
- Оберст (1 серпня 1939)
- Генерал-майор (1 серпня 1942)
- Генерал-лейтенант (20 квітня 1943)
- Генерал військ зв'язку (1 жовтня 1944)

## Нагороди
- Залізний хрест 2-го і 1-го класу
- Орден «За заслуги» (Баварія) 4-го класу з мечами
- Нагрудний знак «За поранення» в чорному
- Почесний хрест ветерана війни з мечами
- Медаль «За вислугу років у Вермахті» 4-го, 3-го, 2-го і 1-го класу (25 років)
- Медаль «У пам'ять 13 березня 1938 року»
- Медаль «У пам'ять 1 жовтня 1938» із застібкою «Празький град»
- Застібка до Залізного хреста
  - 2-го класу (21 червня 1940)
  - 1-го класу (31 травня 1941)
- Медаль «За зимову кампанію на Сході 1941/42» (8 серпня 1942)
- Німецький хрест в золоті (7 лютого 1943)
- Лицарський хрест Залізного хреста (27 жовтня 1943)

## Біографія
- Die Fernmeldeverbindungen eines Kriegsschauplatzes. In: Wehrwissenschaftliche Rundschau. 3 (1953), S. 228—235.
- Wehrmachtnachrichtenverbindungen. In: Wehrkunde. 2 (1953), Heft 9, S. 11–16.
- Bayerische Telegraphen- und Nachrichtentruppen. Würzburg 1963.
- Soldat in der Telegraphen- und Nachrichtentruppe. Selbstverlag, Würzburg 1965.
  - Оновлене видання: Albert Praun. Ein deutsches (Soldaten-) Leben 1894—1975. hrsg. von Hella Praun, Selbstverlag, München 2004, ISBN 3-937082-22-0.
- Eine Untersuchung über den Funkdienst des russischen, britischen und amerikanischen Heeres im zweiten Weltkrieg vom deutschen Standpunkt aus, unter besonderer Berücksichtigung ihrer Sicherheit. Fernmeldering e. V., Bonn 1999. — у співавторстві з Кунібертом Рандевігом.